# New Auburn (Wisconsin)
New Auburn è un villaggio degli Stati Uniti d'America, situato in Wisconsin, diviso tra la contea di Chippewa e la contea di Barron.